# Миссия sui iuris на Каймановых островах
Миссия sui iuris на Каймановых островах (лат. Missio sui iuris insularum Cayanensium) — миссия sui iuris Римско-католической церкви c центром в городе Джорджтаун, Каймановы острова. Миссия входит в митрополию Кингстона.

## История
14 июля 2000 года Святой Престол учредил миссию sui iuris на Каймановых островах, выделив её архиепархии Кинстона.
Миссия находится в пастырском попечении архиепархии Детройта.
Миссия входит в Конференцию католических епископов Антильских островов.

## Ординарии миссии
- архиепископ Адам Джозеф Мэйда (14.07.2000 — 5.01.2009);
- архиепископ Аллен Генри Вигнерон (5.01.2009 — по настоящее время).

## Источник
- Annuario Pontificio, Libreria Editrice Vaticana, Città del Vaticano, 2003, ISBN 88-209-7422-3